# جولةالسقمة (المسيمير)

تعديل مصدري - تعديل

جولةالسقمة هي إحدى قرى عزلة المسيمير بمديرية المسيمير التابعة لمحافظة لحج، بلغ تعداد سكانها 122 نسمة حسب تعداد اليمن لعام 2004.